# بيل نور (ميزوري)
بيل نور (بالإنجليزية: Bel-Nor, Missouri)‏ هي منطقة سكنية تقع في الولايات المتحدة في مقاطعة سانت لويس، ميزوري. يقدر عدد سكانها بـ 1,499 نسمة ومساحتها 1.63 كم2 وترتفع عن سطح البحر 193 متر.

## التركيبة السكانية
قام مكتب تعداد الولايات المتحدة بتحديد بيانات التركيبة السكانية لبيل نور في تعداد الولايات المتحدة. في ما يلي، التركيبة السكانية حسب تعدادي 2000 و2010.

### تعداد عام 2000
بلغ عدد سكان بيل نور 1,598 نسمة بحسب تعداد عام 2000، وبلغ عدد الأسر 667 أسرة وعدد العائلات 474 عائلة مقيمة في القرية. في حين سجلت الكثافة السكانية 2,555.5 نسمة لكل ميل مربع (986.7/كم2). وبلغ عدد الوحدات السكنية 689 وحدة بمتوسط كثافة قدره 1,101.8 نسمة لكل ميل مربع (425.4/كم2).
وتوزع التركيب العرقي للقرية بنسبة 57.20% من البيض و 0.94% من الأمريكيين ذوي الأصول الآسيوية و 39.61% من الأمريكيين الأفارقة و 2.00% من عرقين مختلطين أو أكثر.
بلغ عدد الأسر 667 أسرة كانت نسبة 25.6% منها لديها أطفال تحت سن الثامنة عشر تعيش معهم، وبلغت نسبة الأزواج القاطنين مع بعضهم البعض 55.0% من أصل المجموع الكلي للأسر، ونسبة 12.6% من الأسر كان لديها معيلات من الإناث دون وجود شريك، وكانت نسبة 28.8% من غير العائلات. تألفت نسبة 24.4% من أصل جميع الأسر من أفراد ونسبة 8.4% كانوا يعيش معهم شخص وحيد يبلغ من العمر 65 عاماً فما فوق. وبلغ متوسط حجم الأسرة المعيشية 2.81، أما متوسط حجم العائلات فبلغ 2.37.
بلغ العمر الوسطي للسكان 44 عاماً. وكانت نسبة 19.6% من القاطنين تحت سن الثامنة عشر، وكانت نسبة 7.0% بين الثامنة عشر والأربعة وعشرون عاماً، ونسبة 25.8% كانت واقعةً في الفئة العمرية ما بين الخامسة والعشرون حتى والأربعة وأربعون عاماً، ونسبة 30.4% كانت ما بين الخامسة والأربعون حتى الرابعة والستون، ونسبة 17.1% كانت ضمن فئة الخامسة والستون عاماً فما فوق. يوجد لكل 100 أنثى 84.7 ذكر، ويوجد لكل 100 أنثى في الثامنة عشر من عمرها فما فوق 79.3 ذكر.
بلغ متوسط دخل الأسرة في القرية 57,857 دولار، أما متوسط دخل العائلة فبلغ 77,917 دولار. وكان متوسط دخل الذكور 46,369 دولار مقابل 32,625 دولار للإناث. وسجل دخل الفرد الخاص بالقرية 46,534 دولار.

### تعداد عام 2010
بلغ عدد سكان بيل نور 1,499 نسمة بحسب تعداد عام 2010، وبلغ عدد الأسر 668 أسرة وعدد العائلات 412 عائلة مقيمة في القرية. في حين سجلت الكثافة السكانية 2,379.4 نسمة لكل ميل مربع (918.7/كم2). وبلغ عدد الوحدات السكنية 702 وحدة بمتوسط كثافة قدره 1,114.3 لكل ميل مربع (430.2/كم2).
وتوزع التركيب العرقي للقرية بنسبة 48.7% من البيض و 2.2% من الأمريكيين ذوي الأصول الآسيوية و 46.4% من الأمريكيين الأفارقة و 2.3% من عرقين مختلطين أو أكثر.
بلغ عدد الأسر 668 أسرة كانت نسبة 22.0% منها لديها أطفال تحت سن الثامنة عشر تعيش معهم، وبلغت نسبة الأزواج القاطنين مع بعضهم البعض 46.7% من أصل المجموع الكلي للأسر، ونسبة 12.1% من الأسر كان لديها معيلات من الإناث دون وجود شريك، بينما كانت نسبة 2.8% من الأسر لديها معيلون من الذكور دون وجود شريكة وكانت نسبة 38.3% من غير العائلات. تألفت نسبة 31.4% من أصل جميع الأسر من أفراد ونسبة 10.5% كانوا يعيش معهم شخص وحيد يبلغ من العمر 65 عاماً فما فوق. وبلغ متوسط حجم الأسرة المعيشية 2.81، أما متوسط حجم العائلات فبلغ 2.24.
بلغ العمر الوسطي للسكان 47.4 عاماً. وكانت نسبة 16.4% من القاطنين تحت سن الثامنة عشر، وكانت نسبة 8.6% بين الثامنة عشر والأربعة وعشرون عاماً، ونسبة 22% كانت واقعةً في الفئة العمرية ما بين الخامسة والعشرون حتى والأربعة وأربعون عاماً، ونسبة 36.5% كانت ما بين الخامسة والأربعون حتى الرابعة والستون، ونسبة 16.5% كانت ضمن فئة الخامسة والستون عاماً فما فوق. وتوزع التركيب الجنسي للسكان بنسبة 48.2% ذكور و51.8% إناث.